# Sauli Uhlgren
Sauli Sakari Uhlgren, född 16 januari 1941 i Kärsämäki, är en finsk författare. Hans föräldrar var Sakari Basilius Uhlgren och Bertta Lehtomäki. Åre 1984–1998 skrev Uhlgren också till Savon Sanomat. Hans böcker har inte översatts till andra språk.
Hans mest kända verk är Marionetit (1984) och Viimeinen Laiva (1986).